# 1966年亞洲運動會羽毛球比賽
1966年亞洲運動會羽毛球比賽，是第五屆亞洲運動會的羽毛球比賽，於1966年12月10日至20日在曼谷的華馬克室內體育館舉行。
本屆各項目賽事均有發生爭議。

## 獎牌榜
| 项目     | 金牌 | 银牌                                                                          | 铜牌                                                      |
| 男子單打 | 翁振祥 · 印度尼西亚（INA） | 黃百新 · 印度尼西亚（INA）                                                    | 紀能 · 缅甸（BIR）                                        |
| 男子單打 | 翁振祥 · 印度尼西亚（INA） | 黃百新 · 印度尼西亚（INA）                                                    | 秋山真男 · 日本（JPN）                                    |
| 男子雙打 | 马来西亚 · 伍文美 · 陳貽權 | 印度尼西亚 · 翁振祥 · 朱守文                                                  | 印度尼西亚 · 陳景源 · 阿布杜·帕塔·烏囊                    |
| 男子雙打 | 马来西亚 · 伍文美 · 陳貽權 | 印度尼西亚 · 翁振祥 · 朱守文                                                  | 泰国 · 查龍·瓦達那信 · Tuly Ulao                          |
| 男子團體 | 泰国 · 查瓦勒特·春姆庫姆 · 納榮·潘奇姆 · 拉費·勘查納拉費 · 查納榮·拉塔納散素旺 · Sangob Rattanusorn · Tuly Ulao · 查龍·瓦達那信 | 马来西亚 · 莊友明 · 許清才 · 黃紹銘 · 伍文美 · 陳貽權 · 鄭求山 · 尤清和       | 中华民国 · 何文明 · 林瓊治 · 黃良恩 · 施錦標 · 鄭文僑     |
| 男子團體 | 泰国 · 查瓦勒特·春姆庫姆 · 納榮·潘奇姆 · 拉費·勘查納拉費 · 查納榮·拉塔納散素旺 · Sangob Rattanusorn · Tuly Ulao · 查龍·瓦達那信 | 马来西亚 · 莊友明 · 許清才 · 黃紹銘 · 伍文美 · 陳貽權 · 鄭求山 · 尤清和       | 日本 · 秋山真男 · 小島一平 · 宮永武司 · 堺榮一            |
| 女子單打 | 高木紀子 · 日本（JPN） | Sumol Chanklum · 泰国（THA）                                                  | 米納妮 · 印度尼西亚（INA）                                |
| 女子單打 | 高木紀子 · 日本（JPN） | Sumol Chanklum · 泰国（THA）                                                  | 高橋友子 · 日本（JPN）                                    |
| 女子雙打 | 印度尼西亚 · 米納妮 · 芮特諾·庫斯蒂加                                                                                           | 日本 · 天野博江 · 高橋友子                                                    | 泰国 · Pratuang Pattabongs · 帕查菈·帕塔蓬                |
| 女子雙打 | 印度尼西亚 · 米納妮 · 芮特諾·庫斯蒂加                                                                                           | 日本 · 天野博江 · 高橋友子                                                    | 日本 · 高木紀子 · 後藤和子                                |
| 女子團體 | 日本 · 天野博江 · 後藤和子 · 高木紀子 · 高橋友子                                                                                | 泰国 · Sumol Chanklum · Boobpa Kaentong · 帕查菈·帕塔蓬 · Pratuang Pattabongs | 韩国 · 姜英信 · 李英順                                    |
| 女子團體 | 日本 · 天野博江 · 後藤和子 · 高木紀子 · 高橋友子                                                                                | 泰国 · Sumol Chanklum · Boobpa Kaentong · 帕查菈·帕塔蓬 · Pratuang Pattabongs | 印度尼西亚 · 芮特諾·庫斯蒂加 · 米納妮 · 努爾黑娜 · 陳宗英 |
| 混合雙打 | 马来西亚 · 鄭求山 · 洪新霞 | 马来西亚 · 莊友明 · 陳玉美                                                    | 印度尼西亚 · 黃百新 · 米納妮                              |
| 混合雙打 | 马来西亚 · 鄭求山 · 洪新霞 | 马来西亚 · 莊友明 · 陳玉美                                                    | 印度尼西亚 · 蔡宗滿 · 芮特諾·庫斯蒂加                     |

## 各國獎牌統計
| 排名                     | 国家 / 地区              | 金牌 | 銀牌 | 銅牌 | 总计 |
| ------------------------ | ------------------------ | ---- | ---- | ---- | ---- |
| 1                        | 印度尼西亚（INA）        | 2    | 2    | 5    | 9    |
| 2                        | 马来西亚（MAS）          | 2    | 2    | 0    | 4    |
| 3                        | 日本（JPN）              | 2    | 1    | 4    | 7    |
| 4                        | 泰国（THA）              | 1    | 2    | 2    | 5    |
| 5                        | 缅甸（BIR）              | 0    | 0    | 1    | 1    |
| 5                        | 韩国（KOR）              | 0    | 0    | 1    | 1    |
| 5                        | 中华民国（ROC）          | 0    | 0    | 1    | 1    |
| 总计（共7个国家 / 地区） | 总计（共7个国家 / 地区） | 7    | 7    | 14   | 28   |

## 外部連結
- Badminton Asia（页面存档备份，存于）

Template:1966年亞洲運動會比賽項目